# Juno (film)
 For alternative betydninger, se Juno (flertydig). (Se også artikler, som begynder med Juno)
Juno er en amerikansk dramakomediefilm fra 2007 instrueret af Jason Reitman og med manuskript af Diablo Cody. Elliot Page spiller titelrollen som teenagepigen Juno MacGuff der bliver gravid. Diablo Cody vandt en Oscar for bedste originale manuskript. Desuden blev filmen nomineret til en Oscar for bedste kvindelige hovedrolle (Elliot Page) og for bedste film og for bedste instruktør (Jason Reitman).

## Handling
Den 16-årige high school elev Juno MacGuff (Elliot Page) opdager at hun er blevet gravid og at faderen er hendes ven og beundrer, Paulie Bleeker (Michael Cera). Hun beslutter at få en abort, men ændrer holding og planlægger at bortadoptere sit barn. Med hjælp fra sin veninde Leah (Olivia Thirlby), leder Juno efter et passende par i den lokale avis. Hun beslutter også at fortælle sin far, Mac (J.K. Simmons) og stedmor, Bren (Allison Janney), hele historien. Sammen med Mac møder Juno parret, Mark og Vanessa Loring (Jason Bateman og Jennifer Garner), i deres overdådige hjem og udtrykker ønske om at gennemføre en lukket adoption.
Vanessa er taknemmelig, men også nervøs for at Juno vil ændre mening og derfor bliver deres indledende møder akavede. Juno og Leah ser ved et tilfælde en meget børnevant Vanessa i et indkøbscenter og Juno opfordrer Vanessa til at tale til barnet i hendes mave. På den anden side danner Juno let et venskab med Mark, som hun deler en passion for punk rock og gyserfilm med.
Mark, som har sat sin rockbanddrøm på stand-by, arbejder hjemme med at komponere jingler til reklamer. Juno hænger ud med Mark nogle få gange og ignorerer Brens advarsel om ikke at tilbringe tid alene sammen med en gift mand.
Som graviditetten skrider fremad, kæmper Juno med følelserne for sit barns far, Paulie, som tydeligt, omend passivt, er forelsket i hende. Juno fastholder på ydersiden en afvisende attitude overfor Paulie, men da hun finder ud af at han har inviteret en anden pige til det kommende skolebal, bliver hun såret og vred. Paulie minder Juno om at det var hende som foreslog at de skulle holde en distance og at hun har knust hans hjerte. Han mener også at hun har følelser for ham, som hun ikke vil indrømme.
Kort tid før hendes termin, begynder Juno igen at besøge Mark og deres møder bliver stærkt emotionelle. Mark fortæller hende at han vil forlade Vanessa. Til hans overraskelse bliver Juno oprevet over afsløringen, hvilket får Mark til at spørge Juno "Hvad tænker du om mig", antydende at han nærer romantiske følelser for hende. Vanessa kommer hjem, og bliver chokeret da Mark fortæller at han ikke føler sig klar til at blive far, og at der stadig er ting han ønsker at gøre først – drømme som Vanessa ikke deler. Juno observerer Vanessa og Marks ægteskab falde fra hinanden, hvorefter hun kører af sted og bryder sammen i tårer ved siden af vejen, før hun tager en beslutning. Hun vender tilbage til deres hoveddør, efterlader en håndskrevet besked til Vanessa og forsvinder, da de åbner døren.
Efter en dybtfølt diskussion med Mac, accepterer Juno at hun elsker Paulie. Juno fortæller da Paulie at hun elsker ham og Paulies adfærd gør det klart at hendes følelser er gengældt. Kort tid efter går Junos fødsel i gang og hun bliver hastet til hospitalet, hvor hun føder en lille dreng. Hun havde helt bevidst ikke fortalt det til Paulie pga. hans deltagelse i et vigtigt løbestævne. Da han ser at Juno ikke er blandt tilskuerne, skynder han sig til hospitalet hvor han trøster og omfavner Juno mens hun græder. Vanessa ankommer til hospitalet hvor hun tager imod den nyfødte dreng som alene adoptivmor. På væggen i babyens nye værelse har Vanessa indrammet Junos besked, adresseret til hende, som lyder: "Vanessa: Hvis du stadig er med, er jeg stadig med". Filmen slutter om sommeren, hvor Juno og Paulie spiller guitar og synger sammen, efterfulgt af et kys.

## Medvirkende
- Elliot Page[a] som den 16-årige Juno MacGuff, der bliver gravid.
- Michael Cera som Junos ven og langvarige beundrer.
- Jennifer Garner som Vanessa Loring.
- Jason Bateman som Mark Loring.
- Allison Janney som Bren, Junos stedmor.
- J. K. Simmons som Mac MacGuff, Junos far.
- Olivia Thirlby som Leah, Junos veninde.